# Max Esterson
Maxwell Esterson (Nova York, 9 de outubro de 2002) é um automobilista e piloto de simulador estadunidense que atualmente compete na Fórmula 2 pela equipe Trident. Anteriormente, ele competiu no Campeonato de Fórmula 3 da FIA pela Jenzer Motorsport e no Campeonato GB3 com a Fortec Motorsports. Ele também é um ex-atleta da Red Bull.

## Biografia
Maxwell Esterson cresceu no distrito de Manhattan da cidade de Nova York, estudando na Allen-Stevenson School e se formando na Regis High School em 2021, ano em que ele se mudou para a cidade de Brackley, na Inglaterra. Max, como é carinhosamente chamado, é filho de Robin Esterson, um engenheiro que projetou carros para a F3 e a IndyCar, tendo trabalhado com Emerson Fittipaldi quando o piloto brasileiro venceu as 500 Milhas de Indianápolis e foi campeão em 1989. Max tem um irmão mais velho chamado Hugh, que o inspirou a ser piloto de simulador. Ele confessou que sua mudança para o kart se deu por exigência de sua mãe, que estaria cansada de vê-lo o tempo inteiro no simulador. O piloto revelou gostar de corridas de moto, tendo como ídolo o motociclista Michael Dunlop, e sendo também um admirador do campeão da F1 Kimi Raikkonen, por se identificar com seu temperamento calmo e fechado.

## Carreira

### Simulador
Esterson começou sua carreira em corridas de simuladores no iRacing aos 11 anos. Ele terminou em 7º lugar no Campeonato VRS Pro GT de 2019, e seus resultados o ajudaram a se classificar entre os 35 melhores pilotos de circuito do mundo e entre os 4 melhores dos EUA no programa iRacing. Em 2020 ele se tornou campeão do Formula Race Promotions iRacing Challenge. Ele seguiu vencendo o Road to Indy TireRack.com eSeries de 2021.

### Kart
Aos 16 anos, Esterson iniciou sua carreira no cartismo. Em 2019 disputou sua primeira temporada parcial no kart no Oakland Valley Race Park, competindo com a McAleer Racing.

### Fórmula Ford

#### 2020
A estreia de Esterson em corridas de monopostos foi em 2020, quando ele competiu na F1600 Championship Series com a Team Pelfrey. O novaiorquino conquistou uma vitória e terminou a temporada em 5º lugar. Ele também disputou uma única corrida no F2000 Championship Series no Pittsburgh International Race Complex, na qual ele venceu e ainda estabeleceu o recorde da pista na época. No final do ano, Esterson estreou-se em duas das maiores corridas do mundo, o Festival de Fórmula Ford e o Troféu Walter Hayes. Correndo pela Low-Dempsey Racing, Esterson se classificou em 2º lugar em sua bateria no Festival de Fórmula Ford e terminou em 6º na Grande Final.

#### 2021
Em 2021, Esterson participou do Campeonato Nacional de Fórmula Ford pela Low Dempsey Racing, onde conquistou duas vitórias e terminou em terceiro no campeonato. Ele então terminou em segundo no 50º aniversário do Fórmula Ford Festival e ganhou o Walter Hayes Trophy de 2021 como parte da bolsa de estudos Team USA.

#### 2022
Ele retornou ao Festival de Fórmula Ford e ao Troféu Walter Hayes com a Ammonite Motorsport em 2022. No Festival de Fórmula Ford, ele conquistou a pole por 0,8s, venceu sua bateria, venceu sua semifinal e ficou na pole para a final. Esterson liderou todas as voltas da final e venceu, se beneficiando do encurtamento da corrida por conta da chuva torrencial que tomou a pista. No Walter Hayes Trophy, Esterson novamente se classificou na pole, venceu sua corrida eliminatória, venceu sua semifinal e liderou todas as voltas da Grande Final pelo segundo ano consecutivo, terminando em primeiro, mas depois caiu para o quinto lugar após uma decisão polêmica que lhe deu uma penalidade de 4,5 segundos por ter colidido com Tom Mills, assim, Joey Foster herdou a vitória.

### Campeonato GB3

#### 2022
Em 2022, Esterson foi para o Campeonato GB3, fazendo parceria com Tommy Smith e Marcos Flack na Douglas Motorsport. Na corrida 3 da rodada de abertura, em Oulton Park Esterson conquistou seu primeiro Top-10, antes de marcar dois quartos lugares em Silverstone. Em Donington Park, Esterson alcançou seus melhores resultados da temporada, fazendo seu primeiro pódio na primeira corrida, e depois fazendo a pole e vencendo a Corrida 2, garantindo assim sua primeira vitória em carros de fórmula. Ele terminou a temporada em sétimo.

#### 2023
Em 2023, o segundo ano de Esterson no GB3, ele se mudou para a Fortec Motorsports. Essa temporada se provou desafiadora no início, com Esterson tendo dificuldades de superar seus resultados do ano anterior, por conta de colisões, falhas técnicas e bandeiras vermelhas o impedindo de fazer voltas rápidas em momentos cruciais. Mesmo assim, Esterson conseguiu pontuar na maioria das rodadas, e na última rodada em Donington Park, Esterson conquistou seu melhor resultado: um terceiro lugar na segunda corrida, que também foi seu único pódio no ano. Assim, Esterson terminou a temporada em 11º, quatro posições abaixo do ano anterior.

### Fórmula 3
Esterson participou do teste de pós-temporada do Campeonato de Fórmula 3 da FIA com a Van Amersfoort Racing no final de 2022.

#### 2023

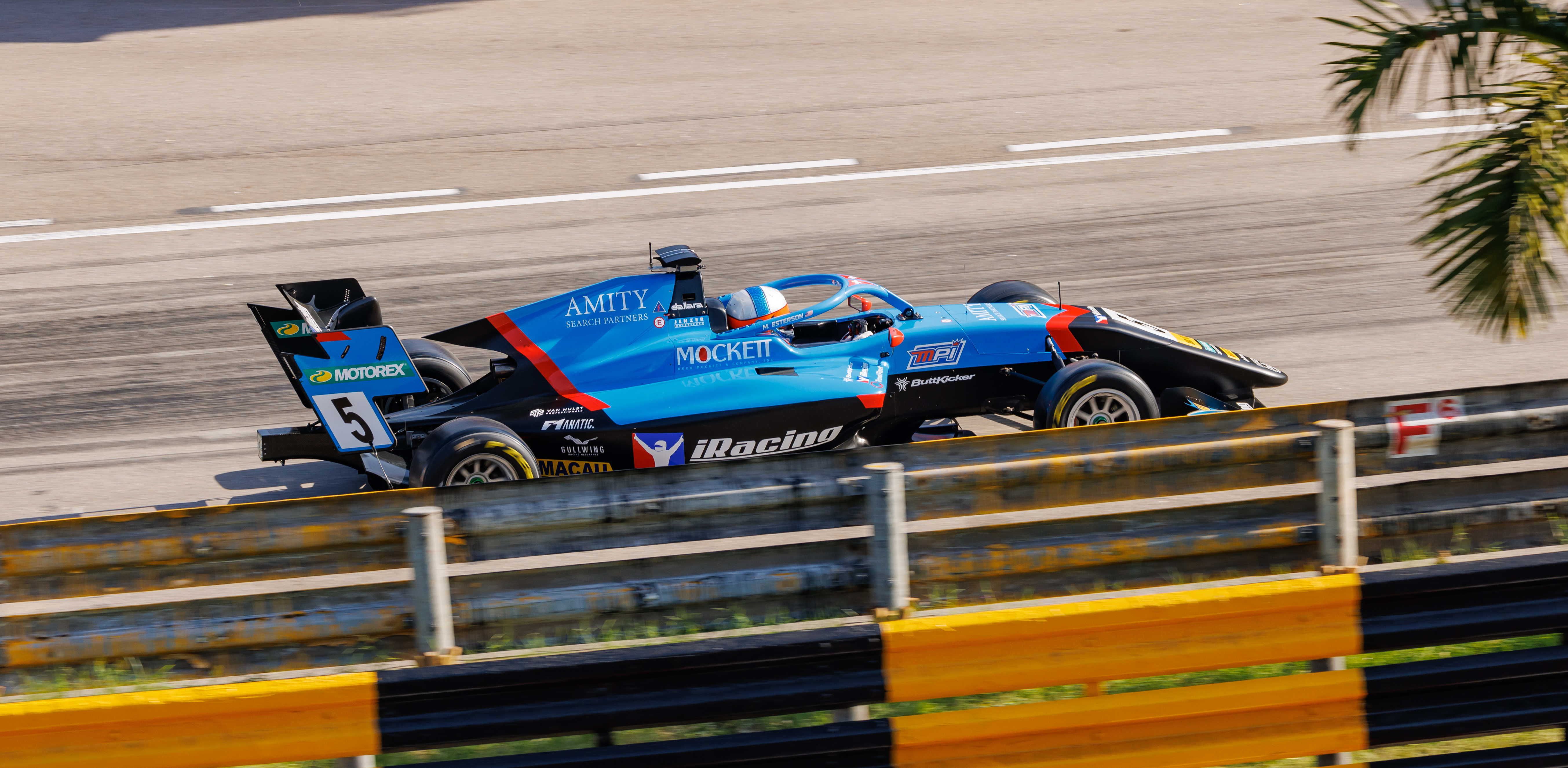
Esterson pilotando o Dallara F3 2019 da Jenzer durante o Grande Prêmio de Macau de 2023

Em 2023, ele se juntou a Rodin Carlin no Campeonato de Fórmula 3 da FIA antes da rodada em Silverstone, substituindo Hunter Yeany naquela rodada e em Budapeste, na qual o novaiorquino teve seu melhor resultado, um 18º lugar.Ele retornou às suas funções na GB3 depois disso e foi substituído em seu assento pelo piloto da Eurofórmula Open Francesco Simonazzi nas duas últimas rodadas. Ele ficou em 35º, sendo o último colocado no campeonato de pilotos.
Para os testes de pós-temporada, Esterson se juntou à Jenzer Motorsport, com quem também participou do Grande Prêmio de Macau.

#### 2024
Em 2024, Esterson se juntou à Fórmula 3 em tempo integral, competindo pela Jenzer Motorsport, tendo como companheiros o austríaco Charlie Wurz e o peruano Matías Zagazeta. O melhor resultado de Esterson foi na corrida sprint de Sakhir, na qual ele se classificou em um impressionante décimo lugar e conseguiu permanecer no top 10 durante toda a corrida, segurando Gabriele Minì para se garantir no sexto lugar. Esterson só pontuou novamente na corrida longa de Spa-Francorchamps, quando ficou em sétimo, e encerrou o ano com onze pontos, ficando em 21º lugar, e sendo o piloto mais bem posicionado da Jenzer, já que Wurz ficou uma posição abaixo de Esterson e Zagazeta ficou quatro posições abaixo de Esterson, mesmo tendo feito o único pódio da Jenzer no ano.

### Fórmula 2
No final de 2024, Esterson foi anunciado para fazer sua estreia na Fórmula 2 com a Trident nas duas últimas rodadas da temporada, substituindo Richard Verschoor, que deixou a Trident para substituir Dennis Hauger na MP Motorsport, e se juntando ao australiano Christian Mansell.
Em dezembro de 2024, foi confirmado que Esterson seria um dos pilotos titulares da Trident na Fórmula 2 em 2025.

## Resultados

### Resumo da carreira
| Temporada | Categoria                        | Equipe                 | Corridas | Vitórias | Poles | V.M.R. | Pódios | Pontos | Posição |
| --------- | -------------------------------- | ---------------------- | -------- | -------- | ----- | ------ | ------ | ------ | ------- |
| 2020      | Campeonato F1600                 | Team Pelfrey           | 15       | 1        | 3     | 3      | 4      | 423    | 5º      |
| 2020      | Campeonato de Fórmula 2000       | Ubs Financial Services | 1        | 1        | 0     | 1      | 1      | 52     | 16º     |
| 2020      | Campeonato Nacional FF1600       | Low Dempsey Racing     | 3        | 0        | 0     | 0      | 0      | 0      | NC      |
| 2020      | Formula Ford Festival            | Low Dempsey Racing     | 1        | 0        | 0     | 0      | 0      | N/A    | 6º      |
| 2020      | Walter Hayes Trophy              | Low Dempsey Racing     | 1        | 0        | 0     | 0      | 0      | N/A    | 14º     |
| 2021      | Campeonato Nacional Fórmula Ford | Low Dempsey Racing     | 20       | 2        | 1     | 4      | 13     | 414    | 3º      |
| 2021      | Fórmula Ford Festival            | Low Dempsey Racing     | 1        | 0        | 0     | 0      | 1      | N/A    | 2º      |
| 2021      | Walter Hayes Trophy              | Low Dempsey Racing     | 1        | 1        | 1     | 0      | 1      | N/A    | 1º      |
| 2022      | Campeonato GB3                   | Douglas Motorsport     | 24       | 1        | 1     | 2      | 3      | 292.5  | 7º      |
| 2022      | Fórmula Ford Festival            | Ammonite Motorsport    | 1        | 1        | 1     | 0      | 1      | N/A    | 1º      |
| 2022      | Walter Hayes Trophy              | Ammonite Motorsport    | 1        | 0        | 0     | 0      | 0      | N/A    | 5º      |
| 2023      | Campeonato GB3                   | Fortec Motorsports     | 23       | 0        | 0     | 1      | 1      | 215    | 11º     |
| 2023      | Fórmula 3                        | Rodin Carlin           | 4        | 0        | 0     | 0      | 0      | 0      | 35º     |
| 2023      | Grande Prêmio de Macau           | Jenzer Motorsport      | 1        | 0        | 0     | 0      | 0      | N/A    | 20º     |
| 2024      | Fórmula 3                        | Jenzer Motorsport      | 20       | 0        | 0     | 0      | 0      | 11     | 21º     |
| 2024      | Fórmula 2                        | Trident                | 0        | 0        | 0     | 0      | 0      | 0      | TBD     |
| 2025      | Fórmula 2                        | Trident                | 0        | 0        | 0     | 0      | 0      | 0      | TBD     |

* Temporada ainda em andamento.